# 維里巴赫河 (雷皮施河支流)
47°21′20″N 8°25′55″E / 47.35554°N 8.43197°E

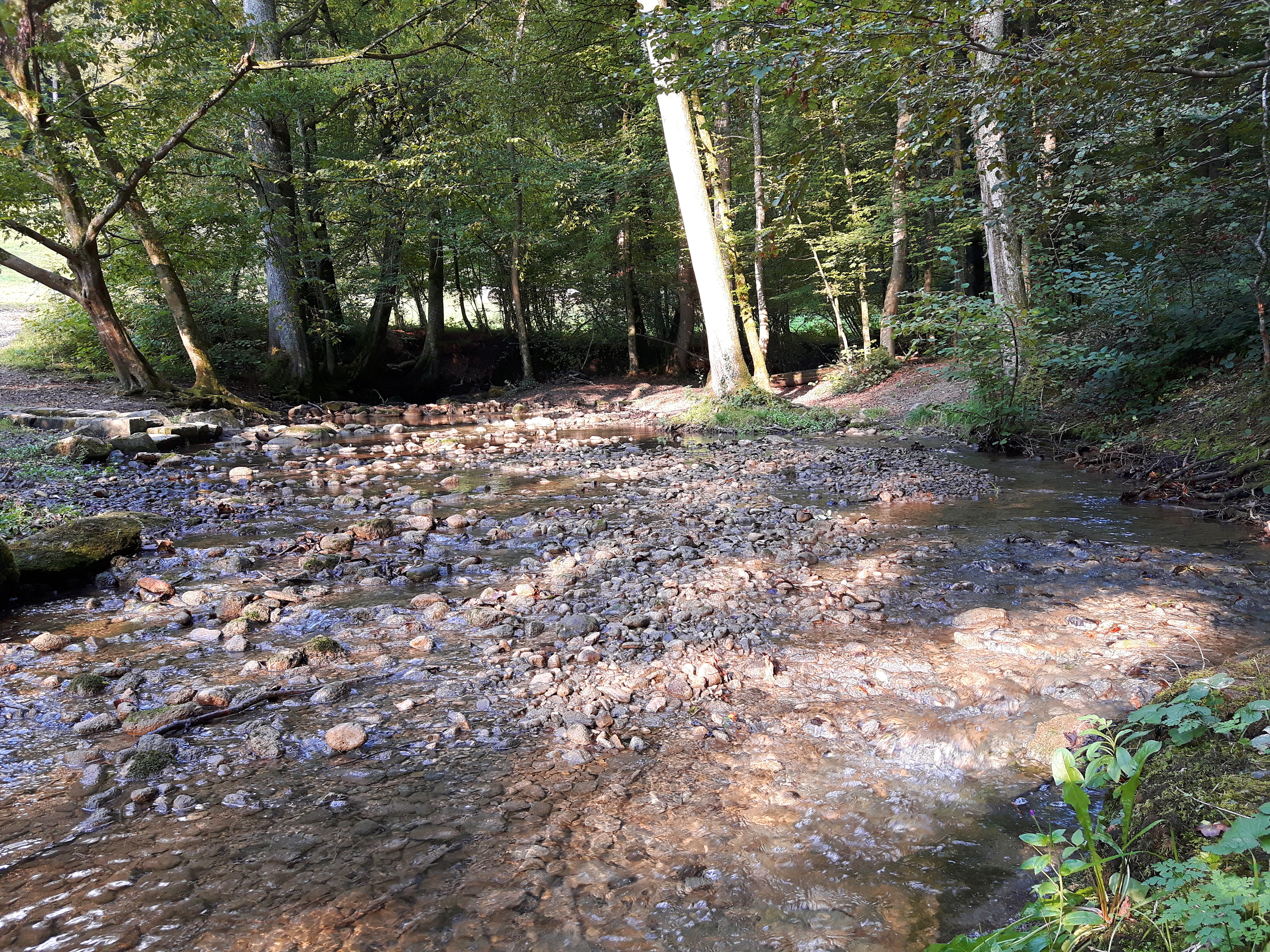

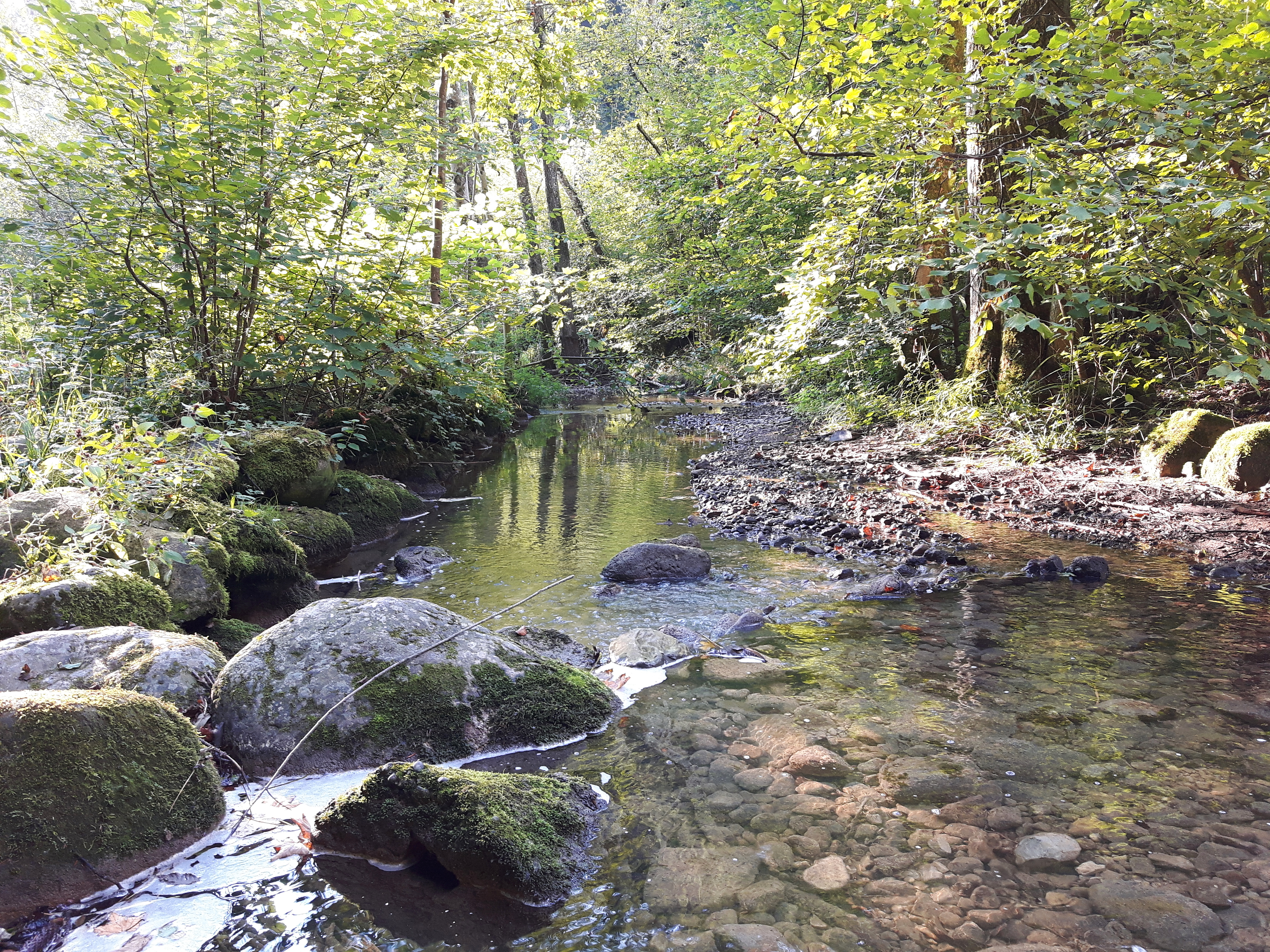

維里巴赫河是瑞士的河流，流經蘇黎世州，屬於雷皮施河的左支流，河道全長7.8公里，流域面積14.6平方公里，發源自邦施泰滕，河口處在比門斯多夫。